# Łukasz Ronduda
Łukasz Ronduda (ur. 18 października 1976 w Ostrowcu Świętokrzyskim) – polski historyk i krytyk sztuki, reżyser filmowy.

## Życiorys

### Wykształcenie
W 2000 ukończył studia z zakresu historii sztuki na Uniwersytecie Łódzkim, w latach 1998–2001 studiował tam także kulturoznawstwo. W 2005 obronił na Uniwersytecie Łódzkim pracę doktorską Strategie subwersywne w sztukach medialnych napisaną pod kierunkiem Ryszarda Kluszczyńskiego. W 2019 Uniwersytet Artystyczny w Poznaniu nadał mu stopień doktora habilitowanego w dziedzinie sztuki.
Ukończył także studia podyplomowe z filozofii XX wieku w Collegium Civitas w Warszawie (2010) oraz kursy reżyserski (2011) i scenariuszowy (2013) w Mistrzowskiej Szkole Andrzeja Wajdy.

### Praca zawodowa
Krótko po ukończeniu studiów pracował w Dziale Fotografii i Technik Wizualnych Muzeum Sztuki w Łodzi, od stycznia 2001 pracował w Centrum Sztuki Współczesnej Zamek Ujazdowski, gdzie kierował założonym przez siebie Archiwum Polskiego Filmu Eksperymentalnego. W 2010 został kuratorem w Muzeum Sztuki Nowoczesnej w Warszawie, jest tam koordynatorem Zespołu Filmoteki.
Równocześnie w latach 2004–2016 pracował jako adiunkt w Instytucie Społecznej Psychologii Informatyki i Komunikacji, następnie w Instytucie Neuronauki Poznawczej i Behawioralnej i Instytucie Neurokognitywistyki i Informatyki Społecznej Szkole Wyższej Psychologii Społecznej (od 2015 SWPS Uniwersytetu Humanistycznospołecznego) w Warszawie, a w 2018 został zatrudniony jako adiunkt na Wydziale Zarządzania Kulturą Wizualną Akademii Sztuk Pięknych w Warszawie.

## Wystawy
Kurator
- 2006: Precz z Alfonsami Sztuki, relacje pomiędzy sztuką a punkiem (z Michałem Wolińskim)[6][7]
- 2012: Nowa Sztuka Narodowa (z Sebastianem Cichockim)
- 2014: Co widać. Polska sztuka dzisiaj (z Sebastianem Cichockim)
- 2016: Chleb i róże (z Natalią Sielewicz)
- 2018: Czym jest oświecenie (z Goschką Macugą i Tomaszem Szerszeniem)[8]

## Publikacje
Autor
- 2009: Polska Sztuka lat 70. Awangarda
- 2010: Warpechowski, Konieczny, Bodzianowski, Uklański. Warpechowski, Dawicki
- 2010: W połowie puste. Życie i twórczość Oskara Dawickiego (z Łukaszem Gorczycą)
- 2018: Szyja. Awangarda i alkohol. Rozmowy z artystami (z Łukaszem Gorczycą)

Redaktor
- 2003: W środowisku cyberkultury
- 2007: Polska Nowa Fala. Historia zjawiska, którego nie było (z Barbarą Piwowarską)
- 2010: Dystrybucja neoawangardy
- 2012: KwieKulik. Zofia Kulik & Przemysław Kwiek (z Georgiem Schöllhammerem)
- 2014: Oskar Hansen: Opening modernism. On open form architecture, art and didactics (z Aleksandrą Kędziorek)
- 2015: Kino-Sztuka. Zwrot kinematograficzny w polskiej sztuce współczesnej (z Jakubem Majmurkiem)
- 2020: Historie filmu awangardowego. Od dadaizmu do postinternetu (z Gabrielą Sitek)
- 2021: Oświecenie, czyli Tu i teraz (z Tomaszem Szerszeniem)

## Filmografia
- 2015: Performer – jako reżyser i scenarzysta (wspólnie z Maciejem Sobieszczańskim), koproducent
- 2017: Serce miłości – jako reżyser i koproducent
- 2021: Wszystkie nasze strachy – jako reżyser (wspólnie z Łukaszem Guttem) i scenarzysta (wspólnie z Michałem Oleszczykiem i Katarzyną Sarnowską)
- 2022: Lot – jako reżyser i scenarzysta (wspólnie z Anną Zakrzewską)
- 2024: Rave – jako reżyser i scenarzysta (wspólnie z Dawidem Nickelem)[9]

## Wyróżnienia
Jest laureatem Nagrody Krytyki Artystycznej im. Jerzego Stajudy za 2018 rok. W 2021 został nominowany do Paszportu „Polityki” w kategorii „film”.
Za film Performer otrzymał nagrodę „Think. The Award” w sekcji Forum Expanded 65. Międzynarodowego Festiwalu Filmowego w Berlinie (2015) oraz nagrodę Festiwalu Złote Mrówkojady (2016). Za Serce miłości: „Kryształowe Jabłko” dla najlepszego debiutu polskiego podczas Forum Kina Europejskiego „Cinergia” w Łodzi (2017) oraz nagrodę dla najlepszego filmu podczas Festival A l’Est du Nouveau w Mont-Saint-Aignan (2018). Film Wszystkie nasze strachy otrzymał Złote Lwy, a także nagrodę dziennikarzy i nagrodę jury młodzieżowego podczas 46. Festiwalu Polskich Filmów Fabularnych w Gdyni (2021), a także nagrodę Don Kichot Polskiej Federacji Dyskusyjnych Klubów Filmowych (również przyznawaną na gdyńskim festiwalu) oraz Złotą Taśmę przyznawaną przez Koło Piśmiennictwa Filmowego SFP. Otrzymał też trzy nominacje do Polskich Nagród Filmowych (Orłów) (2021) w kategoriach: najlepszy film, najlepszy scenariusz i najlepsza reżyseria.